# Georgi Vasilev
Georgi Părvanov Vasilev (in bulgaro Георги Първанов Василев?; Sidirokastro, 9 giugno 1945) è un ex calciatore greco naturalizzato bulgaro, di ruolo attaccante.

## Carriera

### Club
Durante la sua carriera ha giocato con Pirin Goce Delčev e Lokomotiv Plovdiv.

### Nazionale
Ha rappresentato più volte la Nazionale bulgara.